# Synchronring

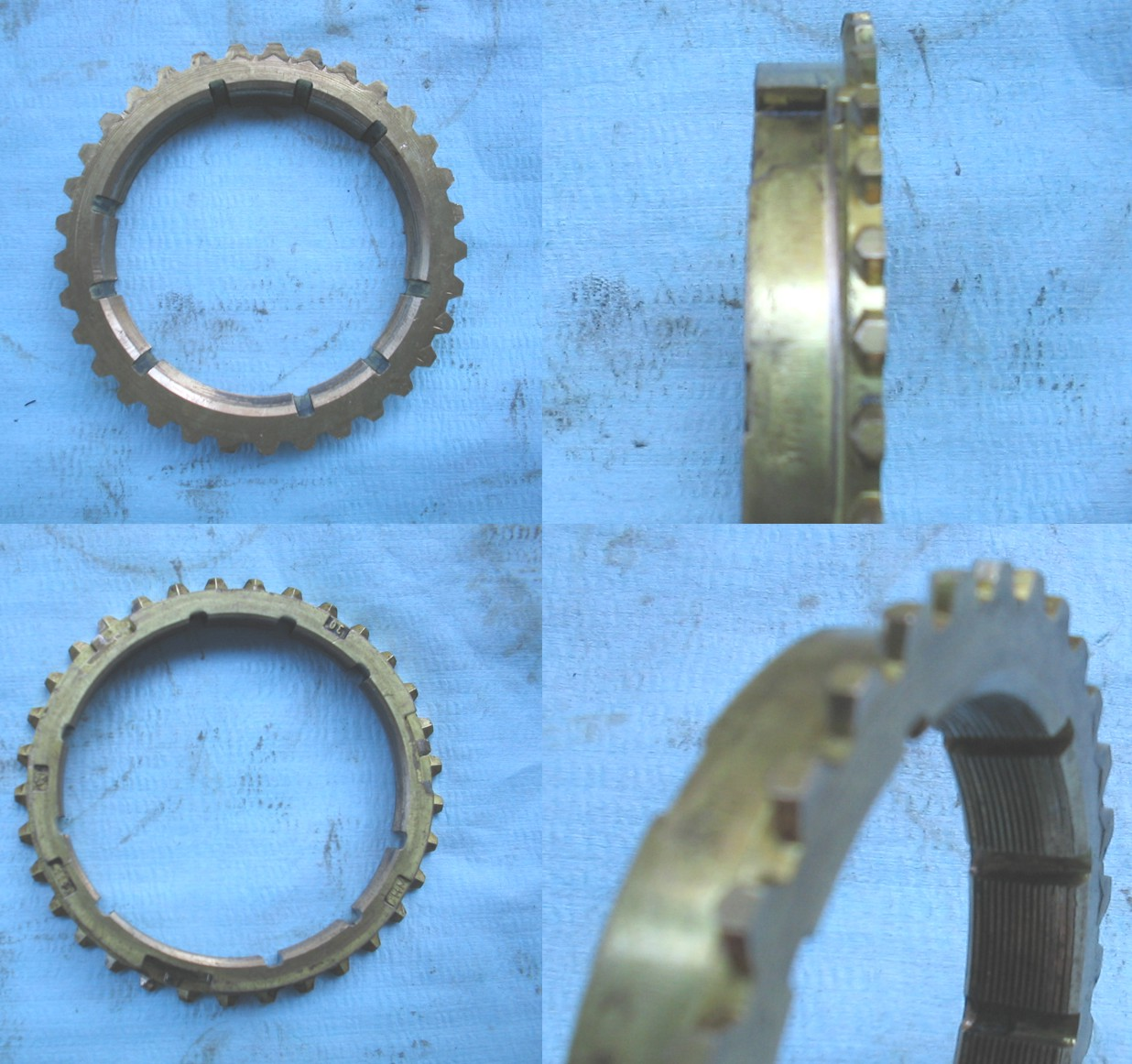
Synchronring, verschiedene Ansichten

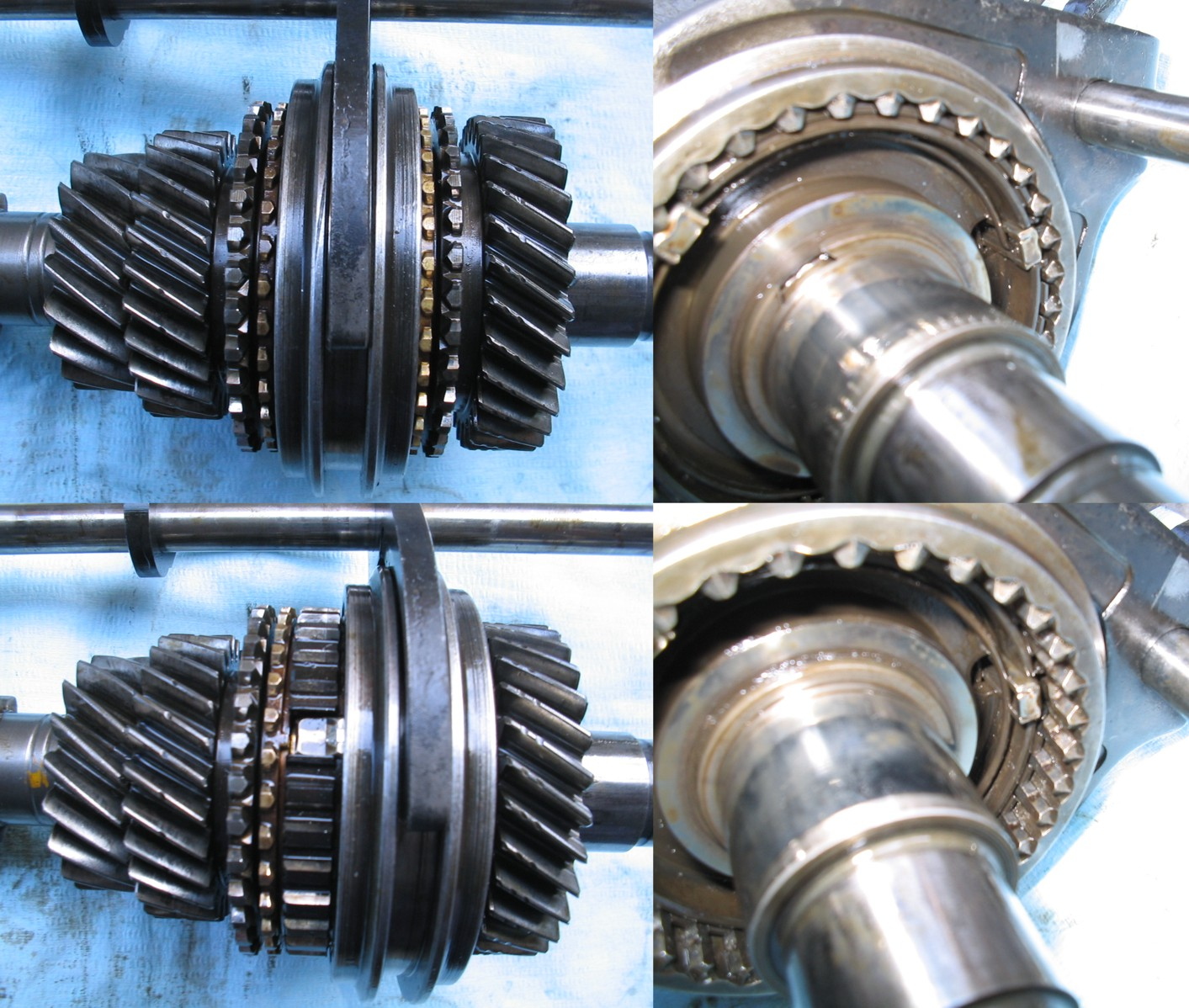
Getriebe mit Synchronringen

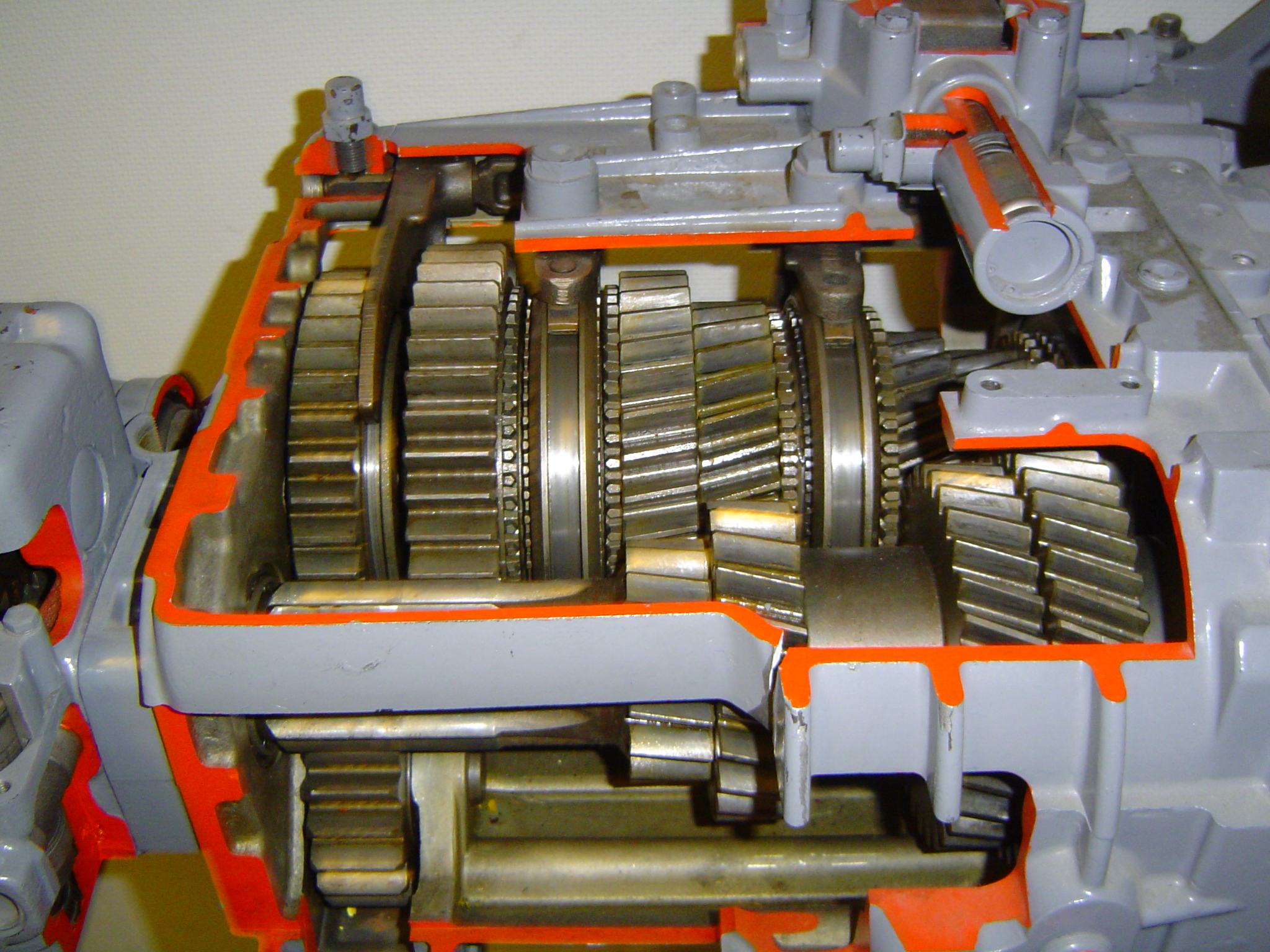
Getriebe mit Synchronringen

Synchronringe sind ein Bestandteil moderner Schaltmuffengetriebe. Durch Reibung bringen sie die Abtriebswelle und das Zahnrad des gewählten Ganges sanft auf gleiche Drehzahl, sodass die verzahnte Schaltmuffe geräuschlos einrücken kann.

## Etymologie
Der Name der Bezeichnung Synchronring ist von der Funktion abgeleitet. Synchronisierung stammt von altgriechisch σύγχρονος sýngchronos, deutsch ‚gleichzeitig‘.

## Geschichte
Vor der Einführung von Synchronringen musste man beim Schalten von Pkw- und Nutzfahrzeug-Getrieben in einen niedrigeren Gang sogenanntes Zwischengas geben und beim Hochschalten Zwischenkuppeln, um die Drehzahl der Getrieberäder einander anzupassen. Bei zu großem Drehzahlunterschied kommt es zu Geräuschen und Verschleiß der Zahnflanken, bis hin zu mehr oder minder gravierenden Schäden im Getriebe.
Das erste Synchrongetriebe wurde im Jahr 1918 von Earl A. Thompson in den USA entworfen. Darauf erhielt er 1922 das US-Patent, das er 1924 an GM verkaufte. 1928 führte Cadillac in den USA ein Synchrongetriebe in Serie ein, weitere Hersteller folgten, darunter der Zulieferer BorgWarner mit einem eigenen System.
Später verbreitete sich das Synchrongetriebe auch in Europa. Porsche entwickelte Ende der 1940er Jahre die „Ringsynchronisation“ mit einem geschlitzten Synchronring. Sie wurde ab Herbst 1952 im Porsche 356 erstmals in Serie verwendet.
Längere Zeit waren der erste oder auch der zweite Gang von Fahrzeuggetrieben noch unsynchronisiert, weil ein Herunterschalten in diese Gänge eher selten vonnöten ist. Um 1960 setzten sich jedoch vollsynchronisierte Getriebe in Pkws durch. Zu den letzten in Europa gebauten Pkw mit unsynchronisiertem Getriebe zählte der VW Käfer in Standard-Ausführung bis 1964 und der Fiat Nuova 500 bis 1977. Der Rückwärtsgang ist bis heute meistens unsynchronisiert und konstruktiv als Schieberad ausgeführt. Deshalb lässt er sich nur im Stand und bei niedriger Motordrehzahl geräuschfrei einlegen.
Auch bei Lastkraftwagen und Traktoren wurden die Getriebe erst relativ spät synchronisiert (1970er/80er Jahre). Heute wird bei automatisierten LKW-Getrieben häufig auf die Synchronisierung verzichtet und der Gleichlauf stattdessen über Eingriffe ins Motormanagement und beim Hochschalten gegebenenfalls auch über eine Lamellenbremse im Getriebe hergestellt. Motorräder und Kleinkrafträder mit Schaltgetriebe kommen bis heute in der Regel mit unsynchronisierten Getriebebauformen aus.
Allgemein werden synchronisierte Schaltmuffengetriebe – außer Doppelkupplungsgetriebe – jedoch durch Wandler-Automatik und stufenlose Getriebe verdrängt. Elektroantriebe in Fahrzeugen haben in der Regel überhaupt keine Gangschaltung, der Elektromotor ist über eine feste Untersetzung mit den Rädern verbunden.

## Funktionsweise

### Allgemein
Bei einem Schaltvorgang müssen die Drehgeschwindigkeiten des (meist auf der Abtriebswelle lose laufenden) Zahnrads des entsprechenden Gangs und der Welle selbst durch Aufschieben der Schaltmuffe auf das betreffende Zahnrad angeglichen (synchronisiert) werden. Das geschieht durch Druck der Schaltmuffe auf den dazwischenliegenden Synchronring. Beim System Borg-Warner befinden sich an der Welle am fest verbundenen Schaltmuffenträger nach außen gespannte Gleitsteine, die gegen die aufgeschobene Schaltmuffe drücken. Verschiebt sich beim Schaltvorgang die Schaltmuffe, so drückt diese die Gleitsteine außen gegen den Synchronring. Er wird dabei zum Zahnrad hin verschoben. Synchronring und Kupplungskörper des Zahnrads sind als Kegelkupplung ausgebildet. Durch die Reibung an der Kegelfläche nähern sich die Drehzahlen von Welle und Zahnrad auf kontrollierte Weise an.
Heutige Synchrongetriebe haben eine Sperrwirkung, die den festen Kraftschluss, also das Gleiten der Schaltmuffe über den Synchronring hinweg auf das Zahnrad, erst bei völligem Gleichlauf von Welle und Zahnrad gestattet. Dies wird erreicht, indem sich der außen verzahnte Synchronring nach Schließen der Kegelkupplung etwas verdreht und so die Zahnlücken des Nabenkörpers „versperrt“, bis der völlige Gleichlauf mit dem Zahnrad erreicht ist und die Muffe über die Verzahnung des Ringes zum Zahnrad gleiten kann, sodass der Kraftschluss an dieser Stelle hergestellt und der Gang eingelegt ist. Diese sogenannte Sperrsynchronisation wird auch als Zwangssynchronisation bezeichnet. Je energischer man den Schalthebel drückt, desto mehr Reibung wird erzeugt und desto schneller sind die Drehgeschwindigkeiten angeglichen.
Mittlerweile haben sich aus Komfortgründen Synchronisationseinrichtungen mit mehrfacher Synchronisation etabliert.

### System Porsche
Während die hier beschriebenen Synchronisierungseinrichtungen mit geschlossenen Synchronringen arbeiten, gibt es darüber hinaus noch die Synchronisierungseinrichtung mit offenem (geschlitzten) und daher federnden Synchronring, System Porsche. Dieses Prinzip wird mitunter auch als Ringsynchronisation oder Synchronisation mit Servo-Effekt bezeichnet. Das Getriebe wurde von Porsche Ende der 1940er Jahre für Cisitalia-Rennwagen entworfen.
Im Unterschied zum Borg-Warner-Prinzip liegt der Synchronring leicht gespreizt auf dem Kupplungskörper des Zahnrads auf und ist dort durch Sprengring und Führungsstein gesichert. Wird die Schaltgabel verschoben, läuft sie auf die kegelige äußere Fläche des Ringes auf und drückt diesen zusammen. Der Ring schlägt an seiner offenen Stelle gegen den Führungsstein und wird dabei entgegen der Drehrichtung der Schaltmuffe aufgespreizt, sodass die Schaltmuffe nicht einrücken kann. Durch die Reibwirkung des aufgespreizten Ringes gegen die Schaltmuffe (vergleichbar mit der auflaufenden Backe einer Trommelbremse) gleichen sich die Drehzahlen von Welle und Muffe an, sodass auch die Spreizung des Ringes nachlässt und die Muffe schließlich einrücken kann. Diese unmittelbare Wirkung des Ringes abhängig vom Drehzahlunterschied wird auch als Servo-Effekt des Ringes bezeichnet und gestattet besonders schnelle Schaltvorgänge bei jeder beliebigen Motordrehzahl. Dieses Porsche-System kam ohne Sperre aus. Dadurch war ein „Durchreißen“ der Gänge bei jeder Drehzahl mit geringen Schaltkräften möglich, was aber hohen Verschleiß der Synchroneinrichtung mit sich brachte.
Das System wurde zur Porsche „Mono-Synchronisierung“ weiterentwickelt, bei der der offene Synchronring um ein Sperrband ergänzt wurde. Und bei der „Duo-Synchronisierung“ wurde das System um eine zusätzliche Lamellenkupplung ergänzt, um den Anforderungen größerer Motorleistungen Rechnung zu tragen. Dabei bildet eine Synchronscheibe, die zwischen Synchronring und Kupplungskörper des Zahnrads liegt, eine Lamelle, die zusätzliche Synchronisierfläche bietet und so den Arbeitskonus am Synchronring entlastet. Diese Systeme fanden weite Verbreitung im Automobilbau, bei Nutz- und Schienenfahrzeugen.

## Herstellung

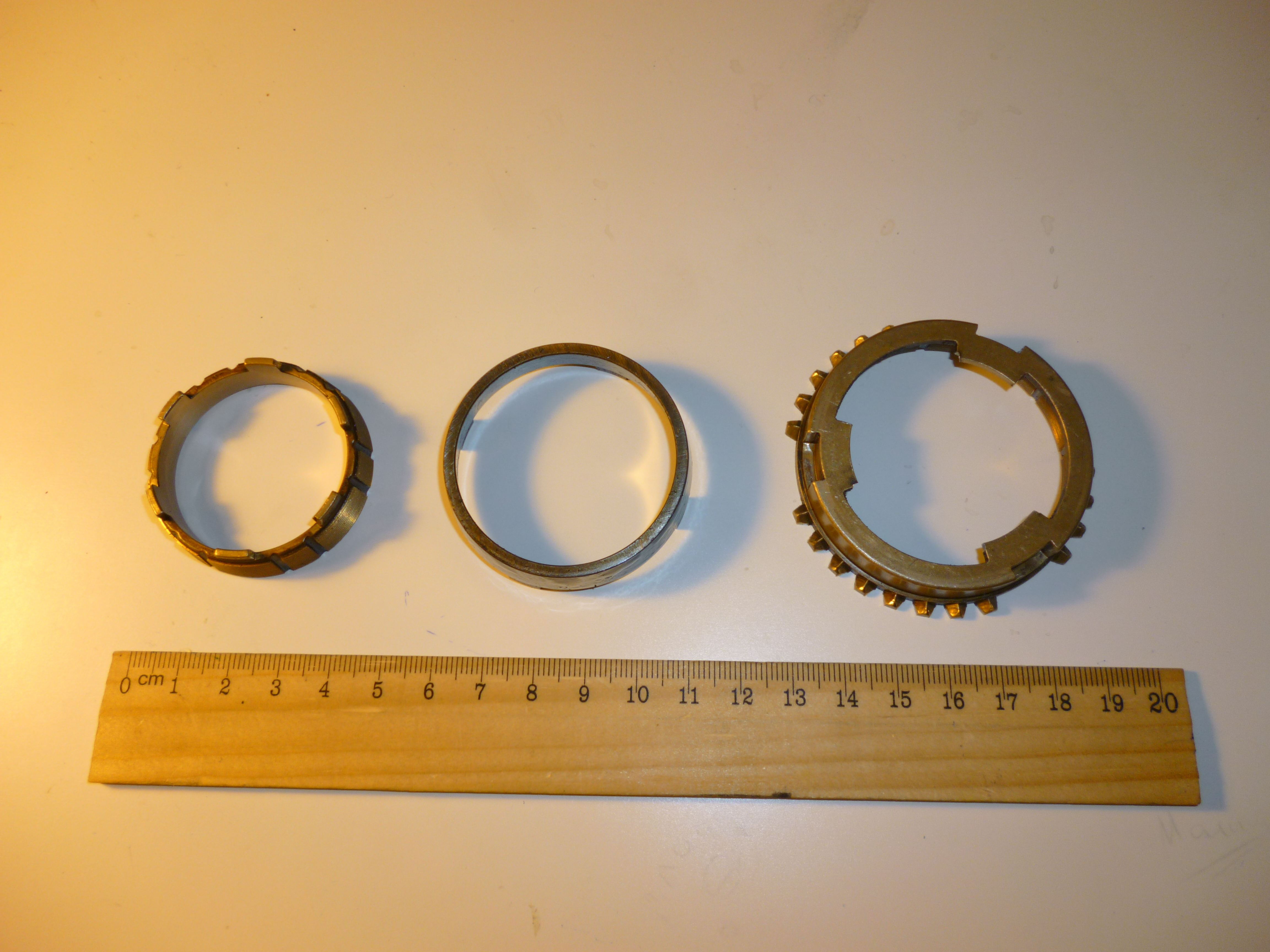
Synchronringe, links die Reibflächen gut erkennbar

Synchronringe werden aus Metall hergestellt und können mit Reibbelägen versehen werden. Gängige Metalle für die Synchronringfertigung sind Messing und Stahl. Die Reibbeläge können aus Molybdän, Eisen, Bronze oder Kohlenstoff („Carbon“) bestehen.
Die Synchronringe werden aus Vormaterial in Form von Halbzeug geschmiedet oder alternativ durch Blechumformung produziert. Unter Blechumformung versteht man dabei das Ausstanzen des Rohlings aus Blechstreifen mit anschließender Bearbeitung im Folgeverbund- oder Transferwerkzeug.
Reibbeläge dienen als Verschleißschutzschicht und bestehen üblicherweise aus thermisch verspritztem Molybdän, alternativ können auch günstigere und leistungsfähigere Eisen- oder Bronze-Sinterreibschichten eingesetzt werden. Kohlenstoffbeschichtete Synchronringe sind besonders verschleißbeständig und bieten sehr gutes Reibverhalten, werden aufgrund ihres höheren Preises aber vor allem in Hochleistungsgetrieben verwendet.